# Leandro Damião
Leandro Damião da Silva dos Santos (Jardim Alegre, 1989. július 22. –) brazil válogatott labdarúgó, aki jelenleg a Real Betis játékosa.

## Pályafutása

### Klubcsapatban
Damião karrierjét középpályásként kezdte egy helyi csapatban a Jardim Alegreben. Előtte a Atlético Ibirama csapatában volt próba játékon de ott nem találták őt elég jónak. Később csatárként vetették be és kapott egy második esélyt az Atlético Ibirama csapatától 2009-ben. Később eligazolt az Internacionalba. A 2010-es Copa Libertadores döntőben két gólt is szerzett a Guadalajara ellen ezzel is segítve csapata győzelmét.

### A válogatottban
Damião 2011 márciusában mutatkozott be a Brazil labdarúgó-válogatottban, Skócia ellen Alexandre Pato sérülése miatt. Damião első gólját a brazil csapatbanban szeptember 5-én Ghána ellen szerezte a Craven Cottageon. Damião is tagja volt a brazil olimpiai csapatnak a 2012-es nyári Olimpián Londonban. Hat mérkőzésen, hat gólt szerzett és ezüst érmes lett a csapatával.

## Sikerei, díjai
- Copa Libertadores: 2011